# Churdan
Churdan is een plaats (city) in de Amerikaanse staat Iowa, en valt bestuurlijk gezien onder Greene County.

## Demografie
Bij de volkstelling in 2000 werd het aantal inwoners vastgesteld op 418. In 2006 is het aantal inwoners door het United States Census Bureau geschat op 382, een daling van 36 (-8,6%).

## Geografie
Volgens het United States Census Bureau beslaat de plaats een oppervlakte van 5,5 km², geheel bestaande uit land. Churdan ligt op ongeveer 343 m boven zeeniveau.

## Plaatsen in de nabije omgeving
De onderstaande figuur toont nabijgelegen plaatsen in een straal van 20 km rond Churdan.